# Édifice administratif du gouvernement du Yukon

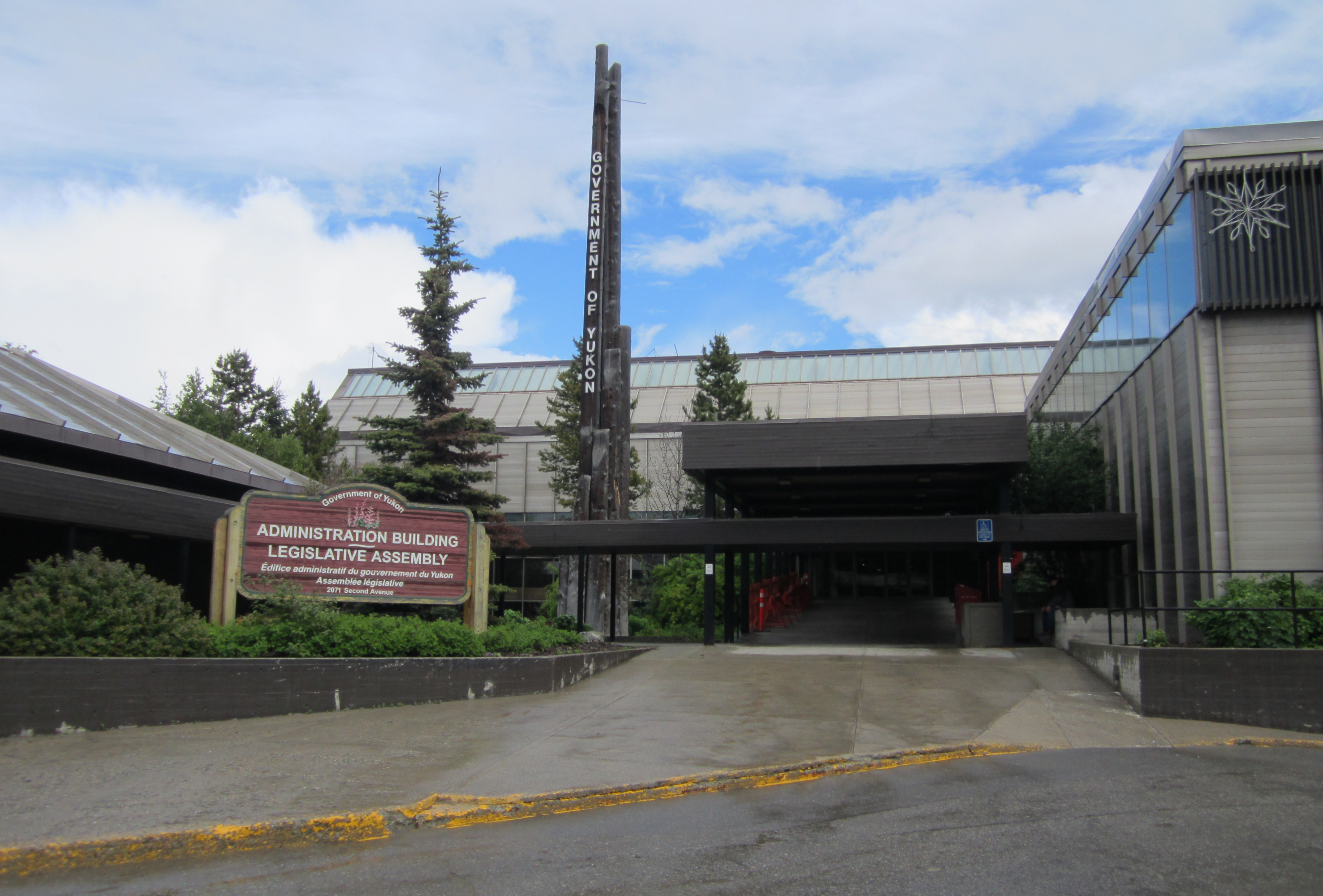
L'Édifice administratif du Yukon à Whitehorse

L'Édifice administratif du Yukon est le foyer de l'Assemblée législative du Yukon. Il est situé à Whitehorse, la capitale territoriale du Yukon. Le bâtiment est une structure en acier revêtu blanc de trois étages. Le complexe est situé à côté du fleuve Yukon et le parc Rotary.